# Coates (Familienname)
Coates ist ein englischer Familienname.

## Namensträger
- Al Coates (* 1945), kanadischer Eishockeyfunktionär
- Albert Coates (1881–1953), britischer Dirigent und Komponist
- Anne V. Coates (1925–2018), britische Filmeditorin
- Barry Coates (* 1953), US-amerikanischer Fusion- und Jazzmusiker
- Brian Coates (* 1952), kanadischer Eishockeyspieler
- Clive Coates (1941–2022), britischer Weinkritiker
- Colin Coates (Eisschnellläufer) (* 1946), australischer Eisschnellläufer
- Colin Coates (Fußballspieler) (* 1985), nordirischer Fußballspieler
- Conrad Coates (* 1970), kanadischer Schauspieler
- David Courtney Coates (1868–1933), US-amerikanischer Politiker
- Denise Coates (* 1967), britische Unternehmerin
- Don Coates (1935–2017), US-amerikanischer Jazzpianist
- Dorothy Love Coates (1928–2002), US-amerikanische Gospelsängerin
- Emily Coates (* 1995), britische Schauspielerin
- Eric Coates (1886–1957), britischer Komponist
- Florence Earle Coates (1850–1927), US-amerikanische Dichterin
- Georg Coates (1853–1924), deutscher Diplomat
- Gloria Coates (1938–2023), US-amerikanische Komponistin
- James Coates (* 1985), englischer Fußballtorhüter
- John Coates (Filmproduzent) (1927–2012), britischer Filmproduzent
- John Coates Jr. (1938–2017), US-amerikanischer Jazzpianist
- John Coates (Mathematiker) (1945–2022), australischer Mathematiker
- John Coates (Jurist) (* 1950), australischer Jurist und Sportfunktionär
- Joseph Gordon Coates (1878–1943), neuseeländischer Politiker
- Ken Coates (1930–2010), britischer Politiker und Schriftsteller
- Kim Coates (* 1958), kanadischer Schauspieler
- Maddie Coates (* 1997), australische Sprinterin
- Odia Coates (1942–1991), US-amerikanische Soulsängerin
- Oliver Coates, britischer Cellist, Filmkomponist und Produzent elektronischer Musik
- Phyllis Coates (1927–2023), US-amerikanische Schauspielerin
- Ralph Coates (1946–2010), englischer Fußballspieler
- Robert Coates (Schauspieler) (1772–1848), britischer Schauspieler
- Robert Coates (Schriftsteller) (1897–1973), US-amerikanischer Schriftsteller und Kunstkritiker
- Robert Coates (Politiker) (1928–2016), kanadischer Politiker
- Sebastián Coates (* 1990), uruguayischer Fußballspieler
- Steve Coates (Stephen John Coates; * 1950), kanadischer Eishockeyspieler und Sportkommentator
- Ta-Nehisi Coates (* 1975), US-amerikanischer Journalist und Autor
- Trevor Coates (* um 1940), englischer Badmintonspieler
- Wells Coates (1895–1958), kanadischer Architekt